# Іван Бартон
Іван Арсідес Бартон Сіснерос (ісп. Iván Arcides Barton Cisneros; нар. 27 січня 1991 року, Санта-Ана, Сальвадор) — сальвадорський футбольний суддя. Рефері ФІФА із 2018 року.

## Кар'єра
На національному рівні Бартон регулярно працює у вищій сальвадорській лізі. У сезоні 2020/21 років він обслуговував фінал турніру першого туру між Альянсом та Агілою (остаточний рахунок 3:0).
З 2018 року є суддею ФІФА. Дебютував у жовтні 2018 року у товариському матчі між Перу та США. Того ж року судив чемпіонат Північної та Центральної Америки серед юніорів до 20 років, де серед іншого працював і на фіналі. На Золотому кубку 2019 року відпрацював три гри, зокрема один півфінал. На Золотому кубку 2021 року він також входив до складу суддівської бригади та судив гру у попередньому раунді. Регулярно залучається як головний суддя у клубних змаганнях у Північній та Центральній Америці. У сезоні 2020/21 років він обслуговував фінал Ліги КОНКАКАФ, в якому коста-риканський «Алахуеленсе» виграв у співвітчизників «Депортіво Сапрісса» з рахунком 3:2. У сезоні 2021/22 він судив перший матч фіналу Ліги чемпіонів КОНКАКАФ між мексиканським «УНАМ Пумас» та американським «Сіетл Саундерс».
Свій перший серйозний міжнародний досвід Бартон придбав працюючи на чемпіонаті світу U-17 2019 року у Бразилії, за підсумками якого відсудив три матчі, включаючи півфінал. На Олімпійському футбольному турнірі в Токіо у 2021 році він був одним із 25 головних суддів і відпрацював загалом два матчі, в одному з яких вилучив з поля німецького футболіста Максиміліана Арнольда.
У травні 2022 року ФІФА призначила його одним із 36 головних суддів чемпіонату світу з футболу 2022 року в Катарі.

### Олімпійські ігри 2020
| Стадія        | Дата          | Місце    | Команда 1 | Команда 2 | Результат |
| ------------- | ------------- | -------- | --------- | --------- | --------- |
| Груповий етап | 22 липня 2021 | Йокогама | Бразилія  | Німеччина | 4:2 (3:0) |
| Груповий етап | 28 липня 2021 | Йокогама | Франція   | Японія    | 0:4 (0:2) |

### Чемпіонат світу 2022 року
| Стадія        | Дата              | Місце                           | Команда 1 | Команда 2 | Результат | ЖК    | RK    | Пенальті       |
| ------------- | ----------------- | ------------------------------- | --------- | --------- | --------- | ----- | ----- | -------------- |
| Груповий етап | 23 листопада 2022 | Національний стадіон, м. Лусаїл | Німеччина | Японія    | 1:2 (1:0) | 0 — 0 | 0 — 0 | 33' (пен.) — 0 |
| Груповий етап | 28 листопада 2022 | Стадіон 974 м. Доха             | Бразилія  | Швейцарія | 1:0 (0:0) | 1 — 1 | 0 — 0 | 0 — 0          |
| 1/8 фіналу    | 4 грудня 2022     | Ель-Байт, м. Ель-Хаур           | Англія    | Сенегал   | 3:0 (2:0) | 0 — 1 | 0 — 0 | 0 — 0          |

## Особисте життя
Бартон вивчав хімію в Університеті Сальвадору і після закінчення навчання працював асистентом хімічної лабораторії в Сан-Сальвадорі.